# Rüschegg
Rüschegg es una comuna suiza del cantón de Berna, situada en el distrito administrativo de Berna-Mittelland. Limita al norte con la comuna de Schwarzenburg, al este con Rüeggisberg y Riggisberg, al sur con Därstetten y Oberwil im Simmental y al oeste con Guggisberg.
Hasta el 31 de diciembre de 2009 situada en el distrito de Schwarzenburg. Pertenecen al territorio comunal las localidades de: Eywald, Gambach, Gfell, Graben (Rüschegg), Heubach, Hirschhorn, Schwefelbergbad y Wislisau.

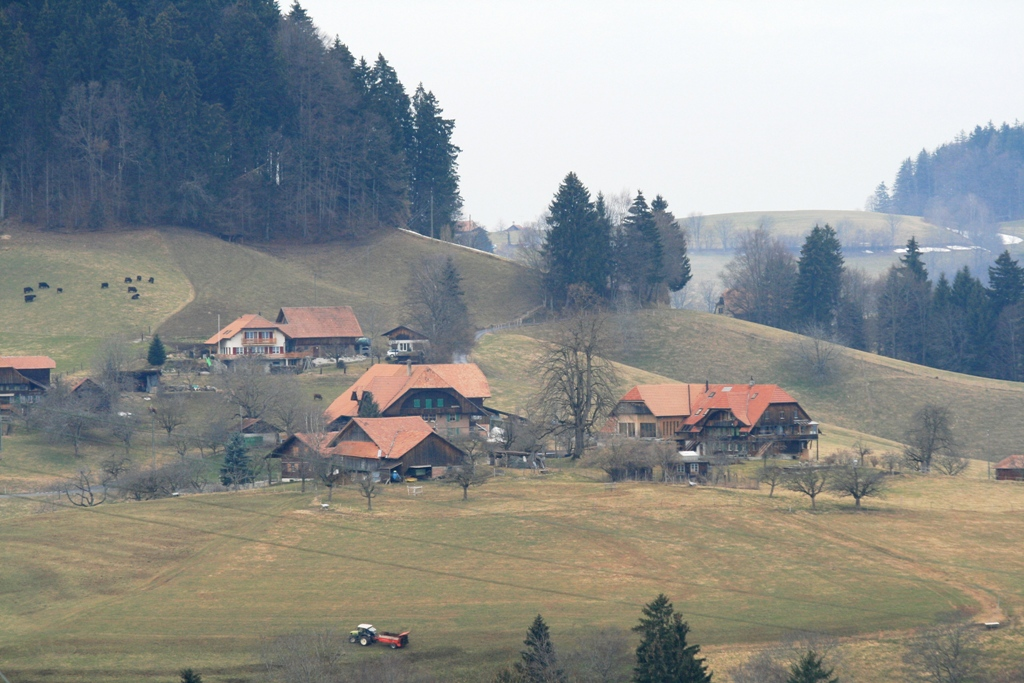
Vista de Rüschegg.